# Зоненко, Пётр Павлович
Пётр Павлович Зоненко (18 (31) мая 1905 — 31 декабря 1981) — организатор производства. Герой Социалистического Труда.

## Биография
Пётр Зоненко родился 18 (31) мая 1905 года в селе Геёвка Змиёвского района Харьковской области (Украина). Работать начал в 1920 году на шахтах Донбасса. Окончил три курса Ленинградского механического института и Ленинградского военно-механического института. Был начальником цеха на заводе в Махачкале, заместителем начальника производства на заводе в Подольске.
В годы Великой Отечественной войны работал начальником цехов на заводах Челябинской области. После — старший инженер на заводе Ижевска.
В 1948 году был назначен директором Новосибирского приборостроительного завода имени В. И. Ленина, а затем в 1951 году директором Новосибирского электровакуумного завода. Значительно увеличил выпуск наиболее сложных и дефицитных титано-керамических ламп. 29 июля 1966 года за крупные достижения в развитии производства присвоено звание Героя Социалистического Труда с вручением ордена Ленина и золотой медали «Серп и Молот».
Жил в Новосибирске. Скончался 31 декабря 1981 года в Пятигорске.
Награждён орденом Ленина, орденом Красной Звезды, орденом «Знак Почёта», медалями.